# Rakówer Akademie
Die Rakówer Akademie (auch: Rakauer Akademie; polnisch Akademia Rakowska) war eine von den protestantisch-unitarischen Polnischen Brüdern in Raków gegründete Hochschule, an der von 1602 bis 1638 gelehrt wurde.

## Geschichte
Die Akademie wurde 1602 in Raków von Jakub Siemieński gegründet, der das Schulgebäude errichten ließ und die Ausstattung bereitstellte. In ihrer Struktur war sie als Gymnasium mit fünf Klassen angelegt, das durch Gebrauch akademische Rechte erwarb. Die Schule unterstand der Kirchengemeinde und die Scholarchen wurden auf Synoden gewählt. Nichtsdestoweniger wurden Schüler jeglicher Konfession an der Akademie aufgenommen. Ihren Höhepunkt erreichte die Schule in den Jahren 1616 bis 1630, als sie von wahrscheinlich bis zu tausend Schülern aus mehreren Ländern besucht wurde. Als im März 1638 einige Schüler eine Christusfigur zerstört haben sollen, setzten sich der Krakauer Bischof Jakub Zadzik, der Krakauer Wojewode Jerzy Ossoliński sowie der Päpstliche Nuntius Honoratus Visconti für die Schließung der Schule ein. Durch das Senatsurteil vom 19. April 1638 wurde die Akademie aufgelöst und das Schulgebäude zerstört.
Einer der Hintergründe, die zur Gründung der Akademie führten, war die Ausweisung von Christoph Ostorodt und Andreas Wojdowski aus den Niederlanden und die Verbrennung ihrer Bücher 1598. Polnische unitarische Studenten sollten mit Etablierung einer Akademie in Polen in Zukunft nicht mehr länger der Gefahr einer möglichen religiösen Verfolgung im Ausland ausgesetzt werden.

## Fächer
Den Schwerpunkt der Ausbildung bildete die Theologie. Daneben wurden Ethik, Latein, Altgriechisch, Rhetorik, Politik, Ökonomie, Geschichte, Logik und Naturwissenschaften unterrichtet. Die Schüler der höchsten Klassen waren zur Teilnahme an wöchentlich stattfindenden Streitgesprächen zu theologischen und philosophischen Themen verpflichtet.

## Leitung
Die Scholarchen der Rakówer Akademie waren u. a. Hieronymus Moskorzowski, Valentin Schmalz, Andrzej Lubieniecki, Stanisław Lubieniecki und Jonas Schlichting.

## Rektoren
- 1603–1605: Krzysztof Brockajus
- 1616–1621: Jan Crell
- 1634–1638: Joachim Stegmann